# Anna Kussatz
Anna Kussatz geb. Gotta (* 12. Februar 1907 in Nordkirchen, Kreis Lüdinghausen; † 3. September 1987 in Fulda) war eine deutsche Politikerin (SPD).

## Leben
Anna Gotta machte nach der Volksschule eine Lehre als Schneiderin, die sie 1926 mit der Gesellenprüfung abschloss. Im selben Jahr trat sie in die SPD ein. Sie besuchte eine Volkshochschule und studierte später an der Deutschen Hochschule für Politik in Berlin. 1932 bestand sie die Meisterprüfung als Schneiderin. In dieser Zeit machte sie ein Examen an der Arbeiterwohlfahrtschule Berlin und bekam die staatliche Anerkennung als Jugendfürsorgerin. 1935 wurde sie zunächst entlassen, konnte aber von 1940 bis 1944 als Jugendfürsorgerin in Berlin-Mitte arbeiten. In der Nachkriegszeit in Deutschland war sie zunächst Gewerbelehrerin beim Hauptschulamt Berlin. Anschließend studierte sie an der Pädagogischen Hochschule Berlin, die sie 1947 als Diplom-Gewerbelehrerin abschloss. Im Januar 1947 rückte sie in die Stadtverordnetenversammlung von Groß-Berlin nach, da Walter Wüst aus dem Parlament ausschied. Bei der anschließenden Wahl zur Stadtverordnetenversammlung von Groß-Berlin 1948 kandidierte sie erneut und vergeblich für die Stadtverordnetenversammlung. Sie wurde aber in die Bezirksverordnetenversammlung im Bezirk Wedding gewählt. Von 1949 bis 1951 war sie Bezirksstadträtin für Jugend. Später war sie Schulleiterin und Berufsschuldirektorin.